# Hôpital de Rivières
L'hôpital de Rivières est un hôpital, aujourd'hui désaffecté, situé dans le village de Rivières de Theyrargues dans le Gard et inscrit au titre des monuments historiques par arrêté du 8 juillet 2009.

## Histoire
Cet hôpital, fut construit grâce au mécénat de la marquise de Portes, vicomtesse de Theyrargues. Il témoigne de ce que furent ces petits hôpitaux ruraux à une époque où Louis XIV institua les hôpitaux généraux dans les grandes villes, où déjà existaient les Hôtels-Dieu. Le programme est de l'architecte Guillaume Rollin. La construction commence en 1714 par l’aile de la chapelle. Malgré les transformations subies par la chapelle au XIXe siècle, l'abandon des lieux et leurs délabrements, l'ensemble présente encore presque toutes les dispositions d'origine. En 2012, l'édifice est laissé à l'état de ruine.